# Google Classroom
Google Classroom és un servei web gratuït que Google ha desenvolupat per les escoles i que vol simplificar la creació, distribució i avaluació de tasques. El principal propòsit de Google Classroom és el de poder compartir arxius en directe entre mestres i estudiants. Es calcula que hi ha entre 40 a 100 milions d'usuaris d'aquesta aplicació.
Google Classroom integra Docs, Presentacions, Gmail, i Calendari cohesionats en una plataforma per facilitar la comunicació entre mestre i alumne. Es pot convidar estudiants a afegir-se a la classe amb un codi privat o a través d'un codi. Els mestres poden crear, distribuir i marcar tasques dins del mateix sistema. Per a cada classe es crea una carpeta separada en el disc dur virtual de l'usuari i allí l'usuari pot lliurar la feina per a ser avaluat pel mestre. Les dates previstes per al lliurament de tasques s'afegeixen al calendari de Google, cada tasca pot tenir una categoria o tema diferent. Els mestres poden revisar el progrés dels estudiants mirant l'historial del document. A més els professors poden retornar la feina feta amb comentaris afegits.

## Història
Google Classroom fou anunciat el 6 de maig de 2014, amb una estrena prèvia disponible per alguns membres del programa G Suite for Education. Va ser llançat públicament el 12 d'agost de 2014. L'any 2015 Google va anunciar una interfície de programació del Classroom que incloïa un botó de participació per pàgines web, així es permetia als desenvolupadors i administradors d'escoles més compromís amb Google Classroom. També el 2015, Google va integrar-hi el calendari per afegir-hi les dates previstes, sortides educatives i xerrades. El 2017, Google va obrir el Classroom a qualsevol usuari personal de Google per afegir-s'hi sense el requisit de formar part d'una G Suite. A l'abril del mateix any, qualsevol usuari de Google ja podia crear i dissenyar una classe per a la didàctica.
El 2018, Google va introduir un disseny nou que afegia una secció nova de feina de classe, millorant-ne la interfície i permetent el reciclatge de feines d'altres aules virtuals i afegint característiques per tal que els mestres organitzin contingut per temes.
El 2019, Google va introduir 78 noves il·lustracions per als temes i l'opció d'arrossegar tasques a la secció de feines de classe.
El 2020, Google va afegir una més bona integració amb Google Meet, de manera que els mestres poden tenir un únic enllaç al Meet dins de cada classe. A més, diverses característiques es varen afegir a aula: Google declarà que "com que els educadors de tot el món han reinventat la seva pràctica en línia, nosaltres també adaptem les nostres eines per a conèixer les necessitats d'evolucionar del seu horitzó educatiu nou.". Aquestes actualitzacions van incloure:
- Un nova aplicació
- 10 llengües addicionals
- Més bona integració amb aprendre sistemes de gestió de l'aprenentatge per crear i distribuir tasques.
- Afegir un corrector intel·ligent i l'autocorrecció a google docs

## Característiques
Google Classroom inclou Google Drive, Google Docs, Google sheets, Google Slides, Google Forms, Google Sites, Gmail, etc. amb la finalitat d'ajudar les institucions educatives a arribar a un sistema amb menys despesa de paper. El Calendari de Google va integrar-s'hi més tard per ajudar amb les dates previstes per als lliuraments de tasques, les sortides i les xerrades. Es poden convidar estudiants a través de la base de dades de la institució o a través d'un codi que pot afegir-se en la interfície d'usuari de l'estudiant o importar automàticament d'un àmbit escolar. Cada classe creada amb Classrom crea una carpeta separada en el Drive de l'usuari, allí és on l'estudiant pot lliurar feina per a ser avaluat.

### Tasques
Les tasques s'emmagatzemen i s'avaluen en l'aplicació, cosa que permet la col·laboració entre el mestre i l'estudiant o entre estudiants. En comptes de compartir documents del Drive de Google de l'estudiant al mestre, els arxius es guarden al Drive de l'estudiant i llavors es lliuren per avaluar. Els mestres poden triar un arxiu que pot tractar-se com a plantilla, de manera que cada estudiant pot editar la seva còpia en comptes de que tots els estudiants editin el mateix document. Els estudiants també poden triar d'afegir documents addicionals del seu Drive a la tasca. Les tasques que cal fer apareixen a la llista de "coses pendents".

### Avaluació
El Classroom té diverses maneres d'avaluar. Els mestres tenen l'opció d'afegir fitxers a les tasques per tal que els alumnes els puguin veure, editar o fer-se'n una còpia. Els estudiants poden crear arxius i llavors afegir-los a les tasques en cas que el mestre no en fes una còpia per a cada alumne. Els mestres tenen l'opció per controlar el progrés de cada estudiant en la tasca i fer-hi comentaris i editar. Les tasques són avaluades pel mestre i retornades amb comentaris per permetre que l'estudiant revisi la feina i la retorni. Una vegada avaluada, només el mestre pot editar la tasca que llevat que el mestre doni permís a l'alumne per tornar a fer la feina.

### Comunicació
Les comunicacions les pot posar el professor a la línia temporal de la classe i els estudiants poden comentar-les, això permet la comunicació bidireccional entre professor i estudiants. Els estudiants també poden escriure a la línia temporal de la classe, que pot ser moderada, però no tindran tanta prioritat com una comunicació del professor. Hi ha múltiples mitjans de comunicació de productes de Google com vídeos de YouTube i arxius del Drive que es poden afegir a missatges i correus per a compartir contingut. Gmail també proporciona opcions al correu electrònic dels mestres per a enviar correus electrònics a un o més estudiants a partir de la interfície. Es pot accedir a l'aula via web o per aplicació Android i iOS.

### Informe d'autenticitat
L'informe d'originalitat per evitar el plagi es va introduir el gener del 2020. Permet que els educadors i estudiants vegin les parts de la feina lliurada que conté paraules exactes o similars d'una altra font. Per als estudiants, destaca les fonts originals i inclou banderes quan fa falta citació, així assisteix l'estudiant per millorar-ne l'escriptura. Els mestres també poden veure l'informe i així poden verificar la integritat de la feina acadèmica que ha lliurat l'estudiant. En GSuite for Education (gratuït), els mestres poden veure l'informe de tres tasques però Google n'ha limitat l'emmagatzematge al núvol. Aquesta restricció ja no hi és a GSuite for Education de pagament.

### Arxiu de cursos
EL Classroom permet que els professors arxivin la feina a final de curs. Quan un curs s'arxiva desapareix de la pàgina principal i es col·loca a l'àrea de classes arxivades per tal de poder organitzar les classes actuals i que no s'acumuli tot en un mateix lloc. Quan s'arxiva un curs els mestres i els estudiants el poden veure, però no s'hi podran fer canvis si no és que es restaura el curs.

### Aplicacions mòbils
Les aplicacions mòbils del Classroom van començar el gener del 2015, i son disponibles per iOS i Android. Les aplis permeten que els usuaris adjuntin fotografies a les tasques que fan, comparteixin arxius d'altres aplis i també tenen accés fora de línia.

## Recepció
La eLearningIndustry va provar i revisar Google Classroom i en varen destacar aspectes positius i negatius. Entre els punts forts hi ha la facilitat d'ús, l'accessibilitat a través de qualsevol dispositiu, l'efectivitat de compartir ràpidament tasques i contingut, l'ajut contra el malbaratament de paper i el sistema de retroalimentació ràpid entre estudiants i mestres.
Entre els desavantatges es va destacar la integració pesada del servei de Google apps i els serveis amb suport limitat o inexistent de serveis o arxius externs, la manca d'automatització de tests i proves, i la manca de xats que poden ajudar en els esforços de retroalimentació. El 2020 Google Classroom va guanyar un premi Webby.
A causa de la popularitat de Google, els estudiants troben que el Classroom és fàcil de fer servir, ja que estan familiaritzats amb l'entorn de Goolge. A més, les aplicacions mòbils ha estat elogiades per estudiants. Si s'habiliten les notificacions l'aplicació del Clasroom pot recordar als estudiants les dates de lliurament, cosa que els estudiants han agraït.

## Crítiques
Google ha estat criticada per diversos assumptes com ara el dret a la intimitat. Aquesta crítica se centra en la intimitat de les dades dels estudiants pel que fa a l'ús del Classroom. Aquesta crítica s'afegeix moltes vegades al recel per l'ús dels Chromebooks i G Suite.
Altres crítiques que s'han fet son la manca de llibreta de qualificacions completa, la manca de tests automatitzats, proves i jocs de preguntes (característiques comunes dels sistemes de gestió de l'aprenentatge), i l'edició de tasques quan ja son lliurades. També, la línia del temps cronològica s'ha criticat ja que els estudiants han de cercar amunt i avall per trobar les comunicacions passades.